# Gerhard Friedrich von Buschmann
Gerhard Friedrich von Buschmann (* 2. Juni 1780 in Tossens; † 24. September 1856 in Oldenburg) war ein deutscher Diplomat, zuletzt Staatsrat in russischen Diensten.

## Leben
Buschmann wurde als Sohn des Bauern Johann Friedrich Buschmann in Tossens geboren und war zunächst als Schreiber in den Ämtern Ganderkesee und Delmenhorst tätig, bis ihn Herzog Peter I. als Kasseführer für seine Söhne Paul Friedrich August und Georg anstellte. Er begleitete die Prinzen von 1803 bis 1805 zum Studium nach Leipzig und 1806 auf ihrer Reise nach England. 1808 trat er als Privatsekretär in die Dienste des Prinzen Georg, der seit 1809 mit seiner Frau, der Zarentochter und Großfürstin Katharina Pawlowna, als russischer Generalgouverneur in Twer in Zentralrussland lebte. Dort konnte Buschmann, der schon in Leipzig an Vorlesungen teilgenommen und sich in Russland weitergebildet hatte, ein juristisches Examen ablegen und wurde später zum Kollegien-Assessor und Kollegienrat ernannt. Nach dem Tode des Prinzen (1812) verblieb Buschmann in der engen Vertrauensstellung im Dienst der Großfürstin Katharina, reiste mit ihr fast drei Jahre durch Europa und folgte ihr nach ihrer Eheschließung mit dem Kronprinzen Wilhelm von Württemberg nach Stuttgart. Nach dem Tode Katharinas (1819) ging er mit ihren beiden Söhnen aus erster Ehe sowie seiner Familie nach Oldenburg. 1821 enthielt er den Titel eines russischen Staatsrates und den russischen Erbadel. Von Oldenburg aus verwaltete er das Vermögen des zweiten Sohns Katharinas, des in Sankt Petersburg wohnenden Prinzen Peter von Oldenburg.

## Familie
Seit 1809 war er mit Johanna Kleensorge (1788–1868), der Tochter eines Tischleramtsmeisters in Oldenburg, verheiratet. Aus der Ehe gingen zwölf Kinder hervor. Der Sohn Friedrich Wilhelm August (1816–1871) lebte zuletzt als russischer Staatsrat in Oldenburg und betreute als Nachfolger des Vaters das oldenburgische Besitztum der russischen Linie des Hauses Oldenburg weiter. Der Sohn Georg Heinrich Alexander (1819–1891) wurde Offizier und hinterließ die einzigen Nachkommen im Mannesstamm der Familie. Der Sohn Peter Friedrich Carl (1831–1894) lebte als Geheimer Regierungsrat in Varel. Die Tochter Katharina (1810–1884) war mit dem Präsidenten des Oberappellationsgerichts Oldenburg Friedrich Wilhelm Anton Roemer (1788–1865) verheiratet. Sie verfasste Erinnerungen an ihre Kindheit in Sankt Petersburg und Stuttgart. Die Tochter Alexandra war die Frau von Oberst Wilhelm Theodor Becker (1818–1885), deren Sohn war Enno Becker (1869–1940), der Schöpfer der Reichsabgabenordnung von 1919. Die jüngste Tochter wurde die Frau des Obersten Adolf von Weddig (1808–1876).